# Tsuyoshi Watanabe
Tsuyoshi Watanabe (渡辺 剛 Watanabe Tsuyoshi?, Saitama, 5 de febrero de 1997) es un futbolista japonés que juega como defensa en el Feyenoord de la Eredivisie.

## Clubes
| Club           | País         | Año       |
| -------------- | ------------ | --------- |
| F. C. Tokyo    | Japón        | 2018-2021 |
| K. V. Kortrijk | Bélgica      | 2022-2023 |
| K. A. A. Gante | Bélgica      | 2023-2025 |
| Feyenoord      | Países Bajos | 2025-     |

## Palmarés

### Títulos nacionales
| Título         | Club        | País  | Año  |
| -------------- | ----------- | ----- | ---- |
| Copa J. League | F. C. Tokyo | Japón | 2020 |